# Matrimonio a prima vista Italia (settima edizione)
La settima edizione del reality show Matrimonio a prima vista Italia è andata in onda in prima serata su Real Time dal 5 ottobre al 23 novembre 2021, per nove puntate.
Il programma è condotto con la presenza di tre esperti: Mario Abis (come sociologo) e Nada Loffredi (come sessuologa e psicoterapeuta) - per il settimo anno consecutivo, e di Andrea Favaretto in sostituzione Fabrizio Quattrini (come life coach).
L'edizione va inoltre in anteprima su Discovery+, con cadenza di due episodi a settimana, a partire dal 4 luglio  2021. La prima puntata, con la formazione delle coppie va anche in onda in simulcast su tutti i canali Discovery il 22 luglio 2021.

## I partecipanti
| Coppia | Coppia            | Età | Professione                 | Città     | Decisione Finale | Stato dopo alcuni mesi | Stato attuale |
| n°     | Sposi             | Età | Professione                 | Città     | Decisione Finale | Stato dopo alcuni mesi | Stato attuale |
| ------ | ----------------- | --- | --------------------------- | --------- | ---------------- | ---------------------- | ------------- |
| 1      | Dalila Cantagallo | 35  | Segretaria                  | Roma      | Divorziati       | Divorziati             | Divorziati    |
| 1      | Manuel Felici     | 35  | Tabaccaio                   | Roma      | Divorziati       | Divorziati             | Divorziati    |
| 2      | Martina Manoni    | 30  | Hostess                     | Gallarate | Divorziati       | Divorziati             | Divorziati    |
| 2      | Davide Graceffa   | 31  | PR                          | Lugo      | Divorziati       | Divorziati             | Divorziati    |
| 3      | Jessica Gregorio  | 32  | Imprenditrice               | Milano    | Sposati          | Sposati                | Sposati       |
| 3      | Sergio Capozzi    | 35  | Sviluppatore di franchising | Milano    | Sposati          | Sposati                | Sposati       |

## Ascolti
| Episodi | Nome episodio                       | Messa in onda    | Telespettatori | Share |
| ------- | ----------------------------------- | ---------------- | -------------- | ----- |
| 1       | La formazione delle coppie          | 5 ottobre 2021   | 527.000        | 2,30% |
| 2       | Il matrimonio                       | 5 ottobre 2021   | 604.000        | 3,80% |
| 3       | In viaggio di nozze                 | 12 ottobre 2021  | 508.000        | 2,20% |
| 4       | Dalla luna di miele alla convivenza | 19 ottobre 2021  | 543.000        | 2,30% |
| 5       | Incontri separati                   | 26 ottobre 2021  | 548.000        | 2,30% |
| 6       | Prove di convivenza                 | 2 novembre 2021  | 502.000        | 2,10% |
| 7       | La reunion                          | 9 novembre 2021  | 486.000        | 2,10% |
| 8       | La scelta finale                    | 16 novembre 2021 | 654.000        | 2,70% |
| 9       | E poi…                              | 23 novembre 2021 | 625.000        | 2,60% |
| Media   | Media                               | Media            | 555.000        | 2,49% |